# Trimurti

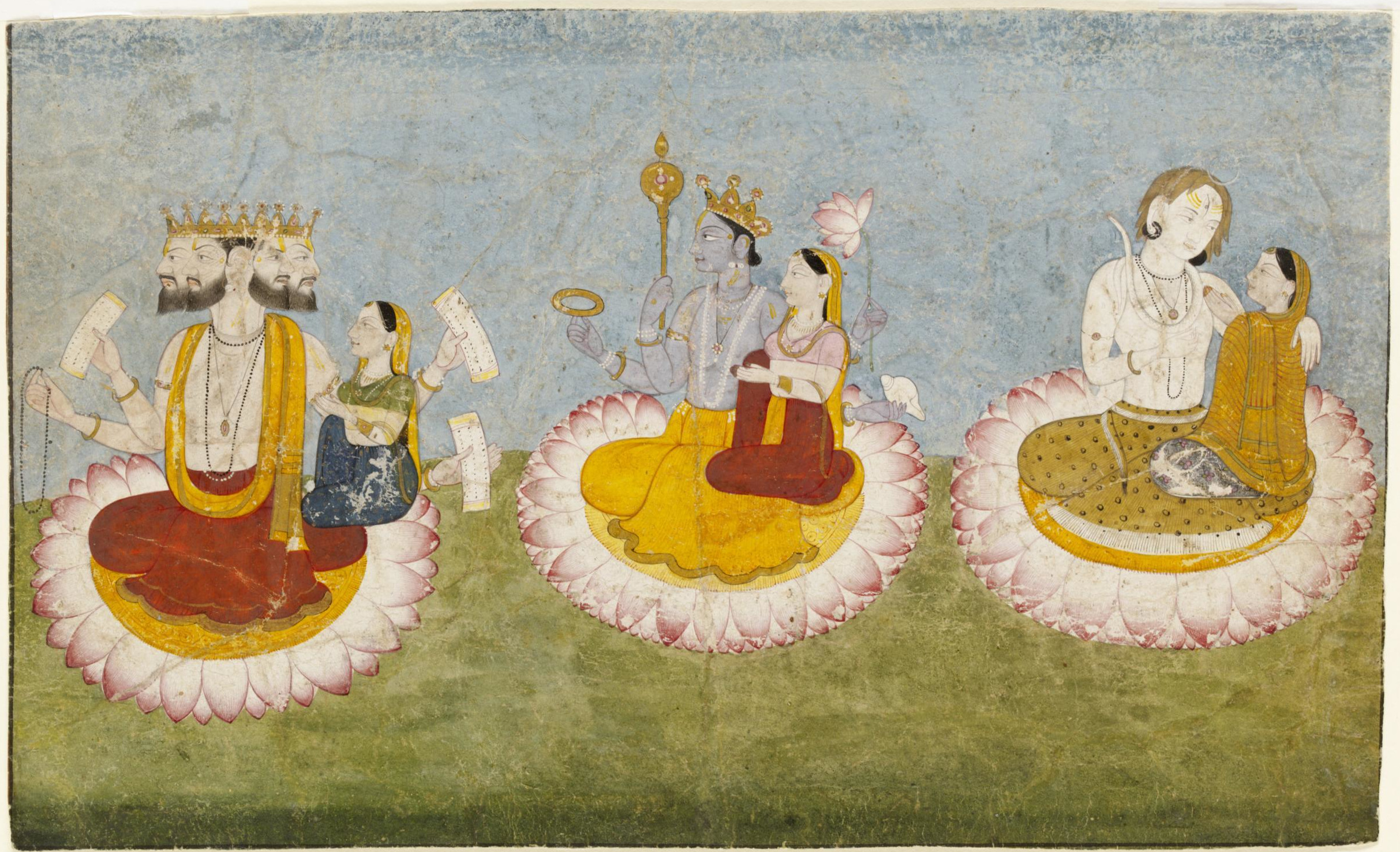
Brama, Vixnu i Xiva amb les seves consorts, Sarasvatí, Lakxmi i Pàrvati

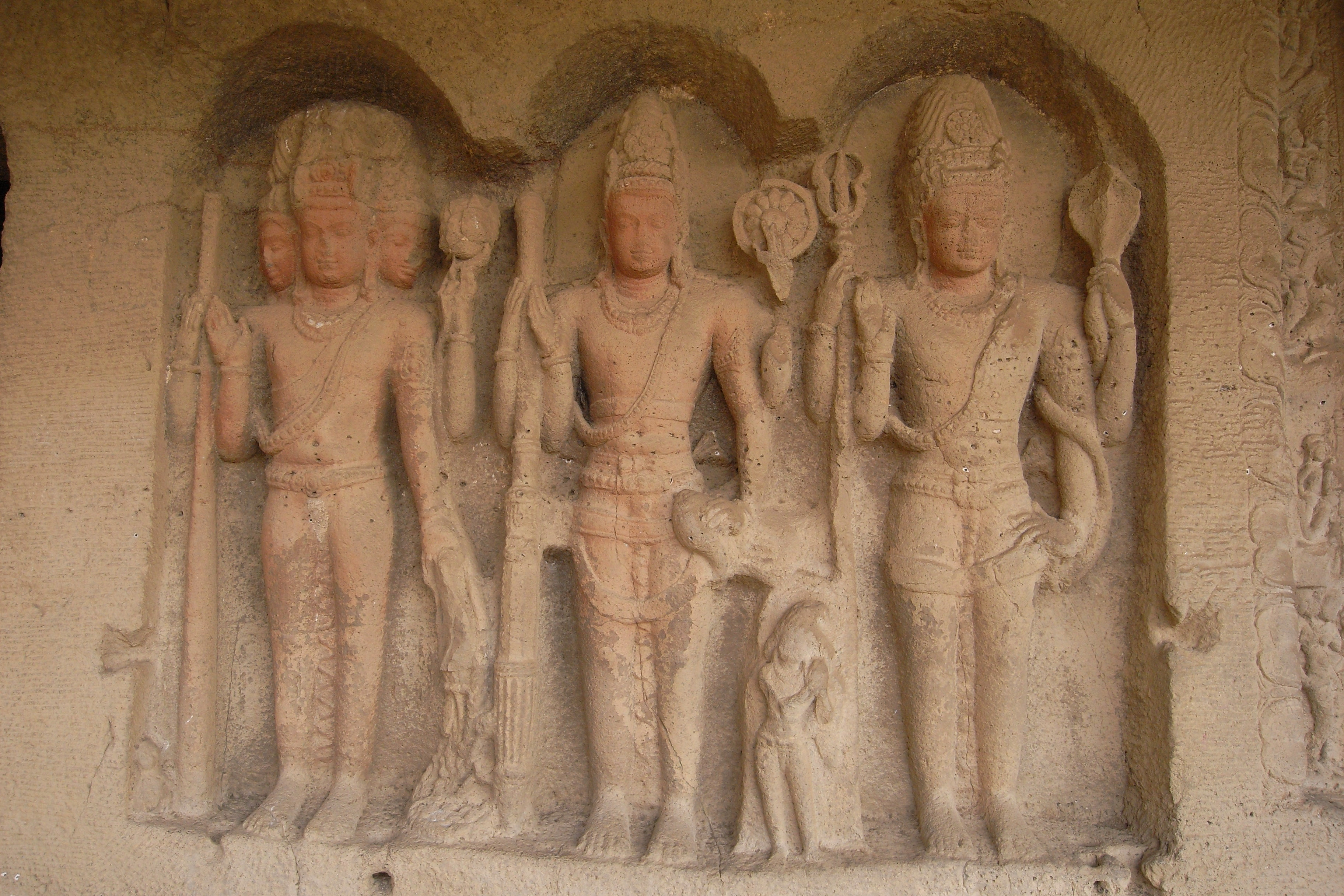
Trimurti

Trimurti (sànscrit: त्रिमूर्ति, trimūrti, "tres formes") és un concepte de l'hinduisme en el qual les funcions còsmiques de creació, manteniment i destrucció (o la dissolució que precedeix la recreació) estan personificades per les divinitats de Brama el creador, Vixnu el preservador i Xiva el destructor o transformador, un triple aspecte de la divinitat. És a dir els tres déus cardinals que representen srusti (creació), sthiti (conservació) i pralaya (destrucció). Sembla que aquest concepte es va desenvolupar durant el període medieval. A l'hinduisme, els processos de creació i destrucció són com un bucle infinit, que no tenen ni principi ni fi.

## La tríada de deïtats

### Brama
Com a part de la mitologia hindú, Brama és considerat com la deïtat suprema que actua com a creador del món, i, per tant, en virtut del seu càrrec, és el primer de la tríada de deïtats. Sent el creador de l'univers, Brama és el primer abans de Vixnu l'arquer i preservador, i Xiva el destructor, però al mateix temps, els investigadors assenyalen que els subjectes en els mites i llegendes de l'antiga Índia, i la proporció de les responsabilitats funcionals no sempre són respectades i sovint són subjectes a modificacions o sincretismes. Sobre aquesta base, en les versions èpiques arcaiques, en els textos més antics de la mitologia hindú, les tres d'aquestes característiques es van correlacionar únicament amb Brama. A més, cal assenyalar que dels aspectes inclosos en la tríada de deïtats Brama, en contrast amb Vixnu i Xiva, és l'essència de la més abstracta i s'involucra en menor mesura en les històries, mites i llegendes. En aquests casos, quan Brama segueix apareixent en la mitologia, la seva funció és molt especialitzada i té un caràcter més general -en la mesura que, en alguns temes, en comptes de Brama en el mateix acte hi ha el paper de Vixnu o Xiva, que finalment expulsaren a Brama del centre d'històries mitològiques de l'hinduisme. No obstant això, el paper de Brama entre bastidors és considerat com a molt important per a la religió hindú.
En termes generals, quan es fa un intent d'avaluar la imatge mitològica de Brama, l'investigador ha de prestar especial atenció als orígens d'aquesta imatge. Possiblement la genealogia de Brama implica que el concepte abstracte d'una deïtat podria precedir un concepte particular, que corresponia a una estructura ritual o principi universal, això, en particular, mitjançant l'estudi de les fonts, segons la qual en els Vedes el terme neutre «braman» inicialment es correlaciona amb una oració-fórmula o una expressió verbal d'un principi universal, i més tard va arribar a ser utilitzat fins i tot per referir-se a aquest mateix principi. Més tard, aquest mateix concepte podria ser objecte de personalització en la forma d'un Déu en particular.(creació)

### Vixnu

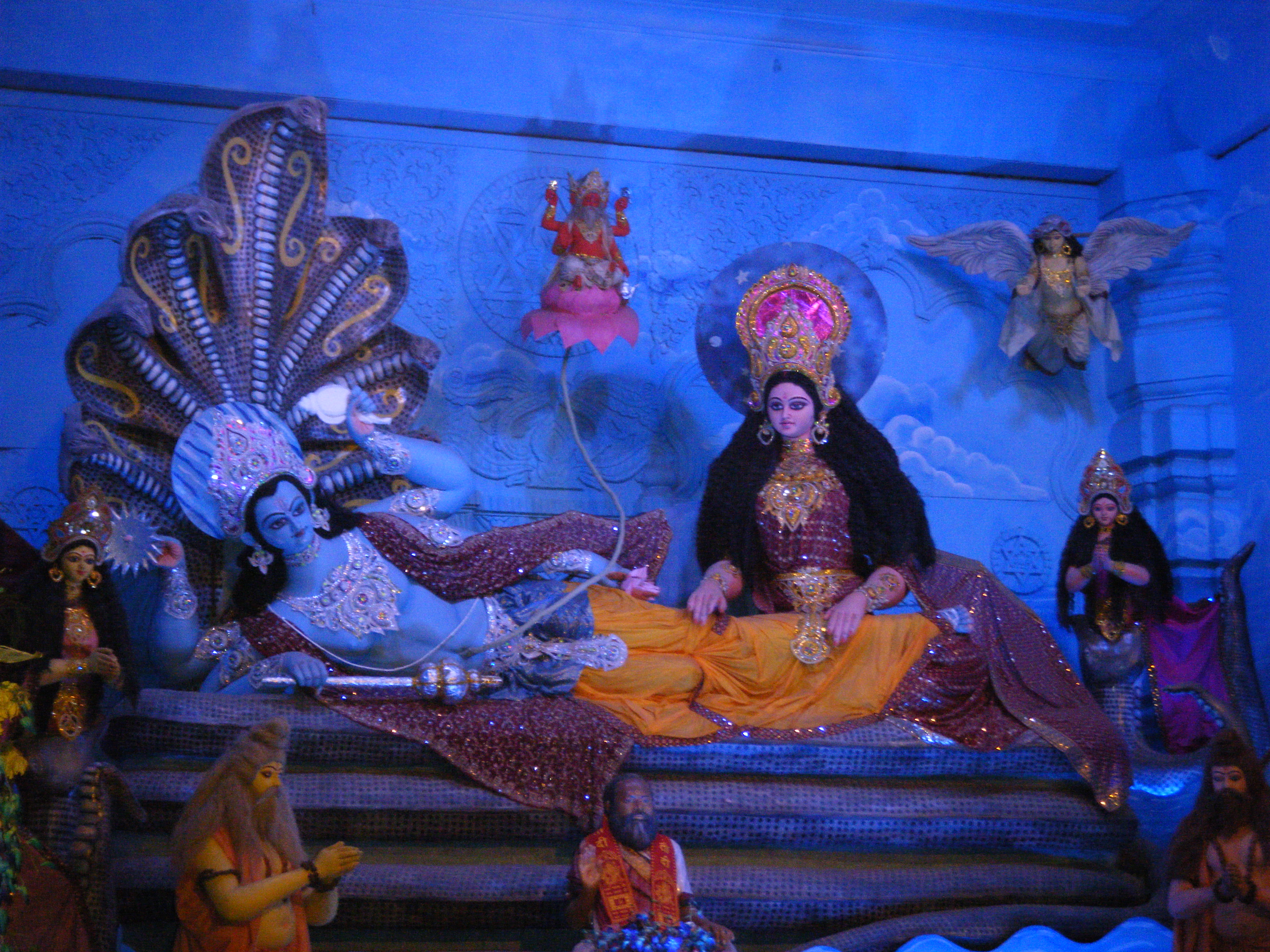
Ídol del Senyor Vixnu al temple Chattarpur

Encara que en els himnes vèdics Vixnu no és una de les divinitats més importants, el seu lloc en el Trimurti és molt important. Al brahmanah la seva importància augmenta lleugerament, però la xifra d'importància primordial es troba només en les epopeies i els Puranas. L'etimologia del seu nom no és del tot clara, alguns experts suggereixen que té un origen indoeuropeu. Anteriorment basat en els mites dels "tres passos" de Vixnu, s'interpreta com una representació metafòrica del sol, segons la mitologia europea se suposa que Vixnu era originalment un déu-pare del sol (dyeus), en el present aquest punt de vista és controversial. Com a part d'una tríada de déus Vixnu actua com a guardià de l'univers, malgrat el fet que el creador del món i, en conseqüència, una figura més important en aquest context, és Brama. El concepte de Trimurti té la majoria de les seves representacions en els Puranas, i empatat en el lloc més alt de la tríada hi ha Vixnu. En aquests casos es va proclamar el fonament i l'essència de l'ésser, el seu origen i l'absolut. Punts de vista similars són presents i es descriuen en l'èpica, on Vixnu o els seus avatars actuen com els personatges centrals. En alguns temes mitològics, per exemple, el món és tractat com una forma d'existència de Vixnu, mentre que altres atribueixen a aquesta deïtat un paper important en la regeneració del món després de la fi de l'univers.
Al seu torn, els mites sobre els avatars de Vishnu se centren principalment en les raons de la seva victòria sobre la deïtat maligna (per la qual, de fet, pren una forma particular). Independentment de quin tipus de manifestacions de Vixnu es tracten en una història en particular, en cada cas personifica la bona energia de l'univers i el cosmos. No obstant això, la presentació d'aquesta energia en uns determinats sistemes filosòfics i religiosos o conceptes mitològics es caracteritzen per certes diferències: la gamma de manifestacions pot variar d'alguns de l'absolut, el que no es pot descriure, fins a un tipus de Déu personal que és objecte d'un fort vincle emocional per part de qualsevol persona. Cal tenir en compte que, per exemple, en el Vixnu de la mitologia èpica s'identifica gradualment amb una sèrie de diferents imatges.(conservació)

### Xiva
L'aparició del Senyor Xiva al panteó com una deïtat independent va tenir lloc bastant tard -al segle ii abans de Crist-, però el culte d'aquest déu existia molt abans d'aquesta data. En particular, la imatge prototípica associada a Xiva, es troba en les icones del tercer al segon mil·lenni abans de Crist. Moltes de les característiques i funcions específiques de Xiva, als Vedas, es van associar amb la deïtat Rudra, més tard va esdevenir el nom principal, intercanviant llocs amb el mateix eufemisme. Des de fa molt hi ha hagut una assimilació d'aquesta imatge en què es van unir diverses característiques, de vegades molt contradictòries (ira - la gràcia, etc.). Alhora, per exemple, en el Shaiva aquesta és la deïtat suprema i representa tant destruir i crear, com el principi del temps.
Els investigadors assenyalen que els aspectes de la imatge de Xiva, que estan directament relacionats amb el seu paper creatiu, troben la seva encarnació metafòrica d'un dels seus personatges principals, que correspon al masculí - lingam. El principal objecte del culte de Xiva, respectivament, són les imatges en forma de columnes de pedra linga, que, al seu torn, està situada en el símbol del femení - yoni. Alguns conceptes filosòfics i religiosos que contenen aquest conjunt de caràcters són sobretot el símbol metafòric de la creació.
A la tríada de déus Xiva és la clau per a la funció de la destrucció, associat a la destrucció del món i dels déus, al final de cada període de l'univers. En aquest sentit, tant l'aparença com el culte real de Xiva adquireixen una sèrie de característiques destinades a intimidar. D'aquesta manera la deïtat (incloent el seu seguici) és vinculat a una varietat de criatures, el tipus i propietats de les quals són extremadament no naturals i hipertròfiques. A vegades Xiva també es mostra a la imatge del "gran asceta", d'acord amb els temes mitològics, va ser condemnat a l'austeritat perpètua per haver tallat el cinquè cap de Brama. També cal assenyalar que en els Puranas hi ha 1008 llistes de noms o epítets de Xiva, que caracteritzen aquesta deïtat amb alguns dels seus aspectes fonamentals. També hi ha establerts la presentació i l'encarnació de l'energia còsmica de Xiva, que regula l'ordre mundial.(destrucció)

## Representació del Trimurti
La seva representació sol mostrar aquests tres déus o bé un al costat de l'altre (asseguts o dempeus) o bé reunits en un sol cos (que té, llavors, tres caps, sis braços i sis cames). També se'ls mostra associats amb les seves consorts, que simbolitzen l'energia, el moviment, mentre que ells representen la matèria, la inèrcia; així Lakxmi completa Vixnu (la prosperitat —Lakxmi— està condicionada per la preservació), parella que es troba mútuament completada per la de Xacti (o Pàrvati-Kali-Durga) i Xiva (l'energia femenina completant la matèria masculina), i finalment per Brama i Sarasvatí (el coneixement —Sarasvatí— sent necessari a la creació).
A l'indret de Bodh-Kharbu al Tibet, hi ha una Triratna o Parameshra, constituïda per tres petits temples construïts amb maons pintats de negre, groc i blanc, que simbolitza Buda, Dharma i Sangha respectivament. Quan es representen uns ulls a la part superior d'aquests temples, representen respectivament a Jagannath, si estan en el negre; Subhadra si estan al groc i Balarama o Balabhadra quan estan al temple blanc.
- Brama o Brahma és, dins de l'hinduisme, el déu creador de tot el que existeix, personificació del braman suprem. Encara que els atributs de l'activitat creadora siguin donats a diversos déus en el període vèdic ulterior, en l'etapa dels Brahmana (categoria de la literatura vèdica consagrada al dogma i als rituals, però que també conté llegendes i especulacions abstractes), el déu pare, Prajapati o Brama, és presentat com el creador únic. Acostuma a ser representat amb quatre caps per a simbolitzar que pot veure arreu.
- Vixnu també se'l coneix amb el nom de Narayana.[4] S'encarna especialment en Krixna i Rama. Dintre de l'hinduisme hi ha diverses creences respecte a la transcendència de Vixnu. És representat en color blau i amb quatre braços per a simbolitzar que pot arribar a tot arreu.
- Xiva Xankarao Mahadeva. Déu del sacrifici de la mitologia índia, Xiva és l'aspecte destructor de la Trimurti però en un sentit positiu (destrucció per a reconstruir) i assumeix molts altres papers com el de senyor dels ascetes (Mahadeva). Acostuma a ser representat com una figura de quatre braços amb una lluna creixent al cap i una serp al coll, amb un trident a una mà i un tambor a l'altra i un tercer ull al front.

## La filosofia del concepte de "Trimurti"
D'acord amb la filosofia religiosa de l'Índia, en la forma del Trimurti es sumen tres dels principals principis suprems que s'observen en el món visible - l'inici creador (Brama), el final destructiu (Xiva) i el principi defensiu (Vixnu). Els tres existeixen en una deïtat, i cada un dels tres és un ens independent, igual que els Vedas es divideixen en tres parts principals i alhora hi ha un sol llibre. Tots ells contenen una sola criatura que és param (suprema), guhey (secreta) i sarvatma (l'ànima de tot el món).
En construccions filosòfiques de la doctrina dualista Sankhya que col·loca una distracció per a l'esperit de la matèria, els tres déu suprems Brama, Vixnu i Xiva com tres manifestacions d'una sola naturalesa (Prakriti) i la implementació dels tres gunas (qualitats que van començar el món). Brama en aquest sistema filosòfic és Rajas (activitat, l'eficiència, la passió), Vixnu és Sattva (consciència, claredat, equilibri), Xiva és Tamas (pèrdua del coneixement, la inactivitat, la inèrcia). Com s'ha dit més amunt, a cadascun dels modes també se li assigna el seu propi color i element. Així que Brama té la terra vermella, Vishnu el blau i l'aigua, i Shiva el negre i el foc.

## Etimologia i pronunciació

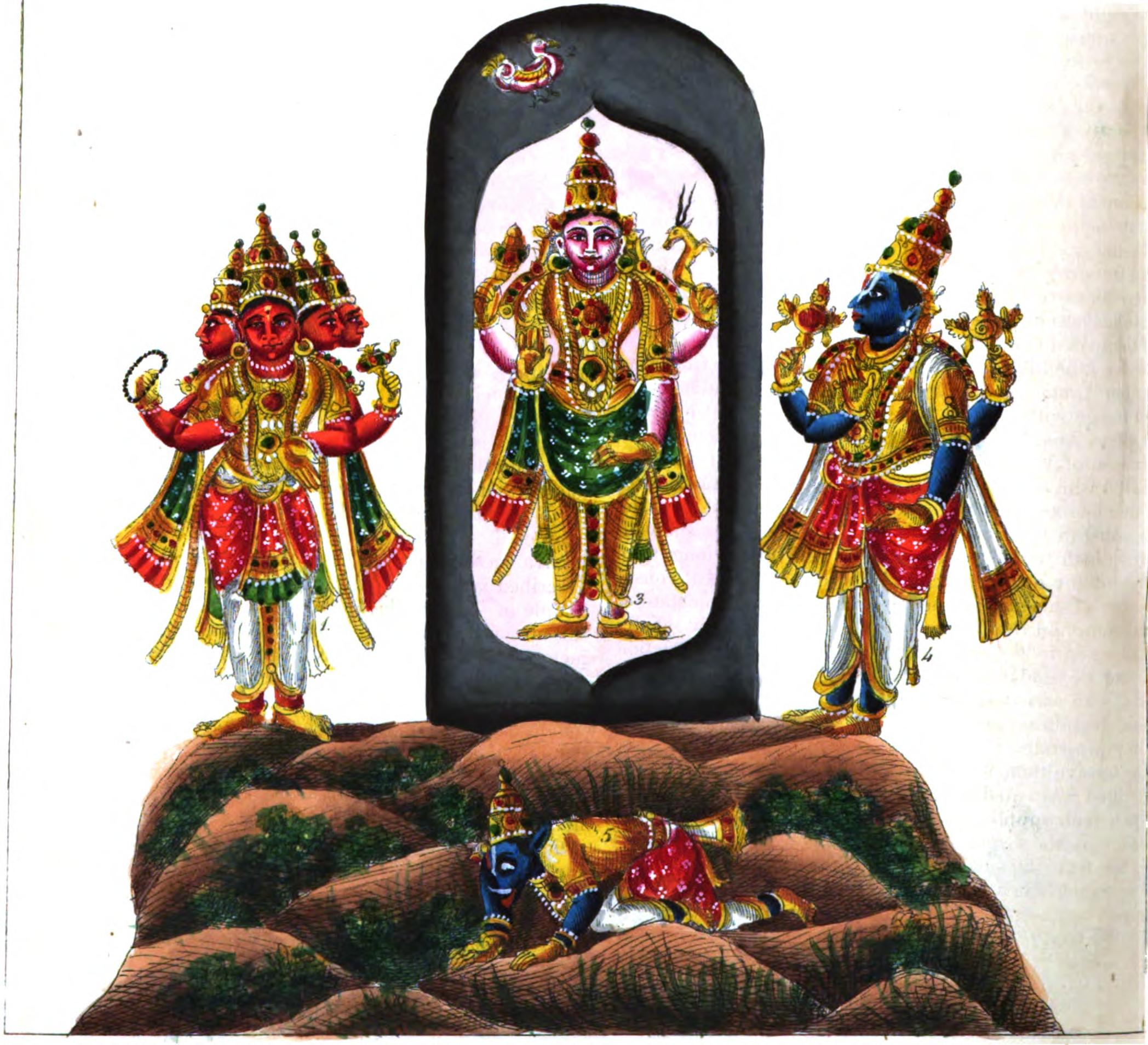
Lingodbhava murti

- trimūrti, en el sistema AITS (alfabet internacional per a la transliteració del sànscrit).
- त्रिमूर्ति, en escriptura devanagari del sànscrit.
- Pronunciació: /trímurti/.[5]
- Etimologia: ‘tres cossos', essent tri: ‘tres', i murti: ‘cos sòlid, corporificació, manifestació, encarnació, personificació’.[5]

## Evolució del concepte

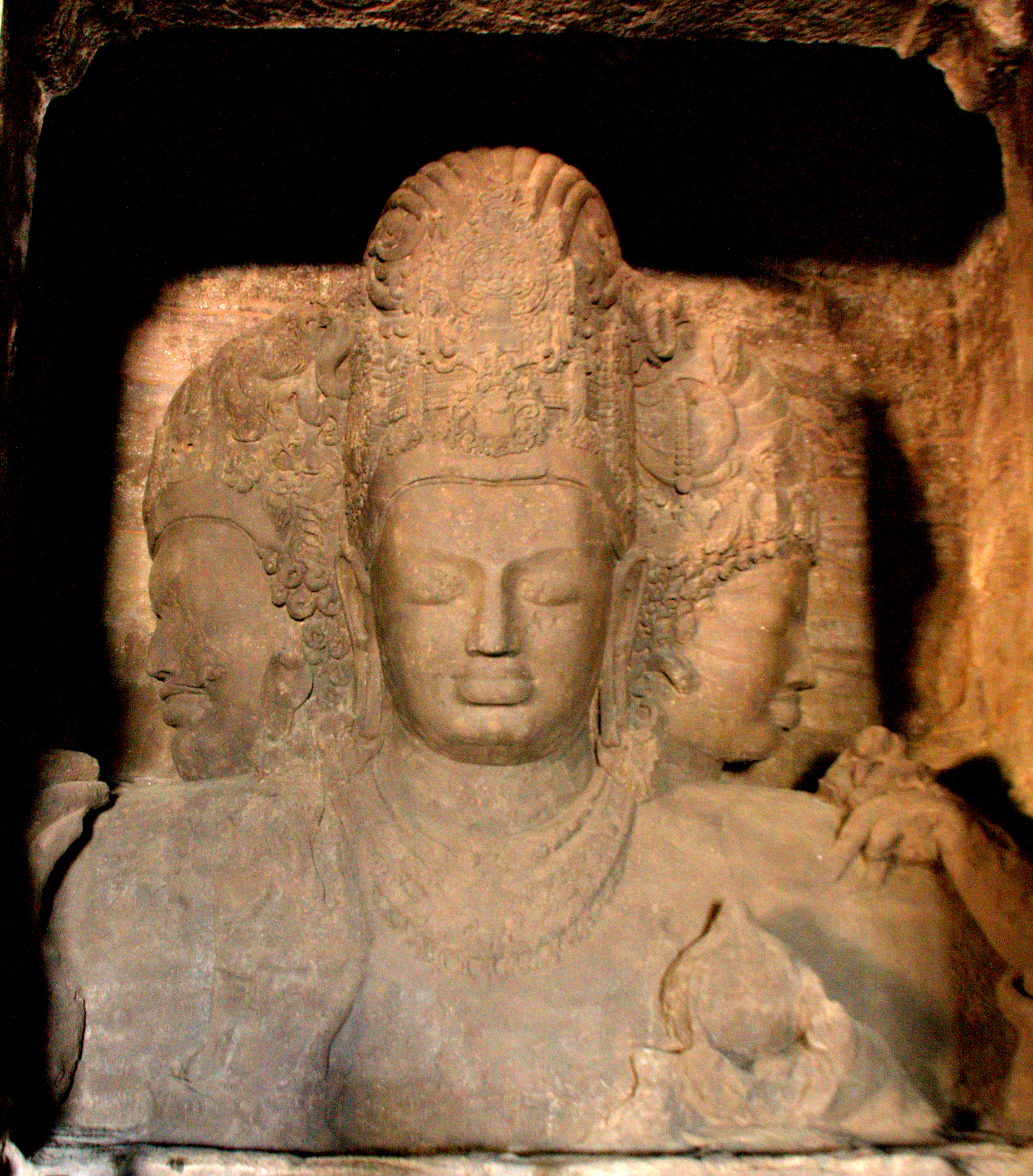
Brama, Xiva i Vixnu. Una Trimurti que es troba a un dels temples construïts en coves a l'illa Elephanta prop de Bombai, que ha estat patrimoni de la humanitat de la UNESCO des de l'any 1987

La comprensió adequada del Trimurti va sorgir en un període bastant tardà, en l'època de l'elaboració dels Puranas (aproximadament 300-1200 anys aC).
El precursor del "Trimurti" és l'associació dels tres déus vèdics Agni, Vayu (o Indra) i Surya, com les diverses formes del sol, una deïtat de llum (vegeu Trivikrama). El següent pas és el sistema dels tres grans déus Brama, Xiva i Vixnu, cadascun d'ells en el seu temps i en el seu lloc són glorificats com la deïtat suprema. La idea de la trinitat en unitat, però, és aliena a aquest sistema, cada membre és una persona mitològica separada i independent. El següent pas en la formació de la Trinitat Trimurti són els intents d'identificació parcial de cadascuna de les tres deïtats entre si, que es produeixen ja en l'epopeia índia en l'última de les seves parts constituents. L'únic lloc en el "Mahabharata" on s'expressa clarament la idea de la Trinitat és en els signes evidents d'origen posterior ("el que crea està una imatge de Brama, el que manté està en la forma de Purusha i el que destrueix la natura és Rudra - aquests són els tres estats dels senyors de les criatures"). També en el "Mahabharata" el déu Agni es diu al mateix temps, el creador, preservador i destructor del món, també (al "Rig Veda") té tres efectes:. Incendis, llampecs i el sol. S'expressa encara més clarament la idea de la Trimurti en un sol lloc del poema èpic Garivansha, que serveix com un complement al "Mahabharata" i per descomptat és escrit molt més tard: "El que és Vixnu, Xiva és també, i el que és Xiva, també Brama, sent un sinó tres déus - Xiva, Vixnu, Brama".
En general, la idea de la trinitat de déus segueix sent molt poc representada a l'Edat Mitjana de l'Índia, en aquest moment històric va tenir un paper menor. En general, la imatge de la Trimurti mai va ocupar un lloc especialment destacat en les idees religioses de l'Índia, a Europa però s'inclina a pensar el contrari. Actualment, de fet, la Trimurti és inexistent. El culte a Brama pràcticament es va extingir, i els altres dos membres de la Trinitat - Vixnu i Xiva - cadascun es presenta als seus adoradors en la mesura d'una deïtat suprema, per bé que la Trimurti és una triple encarnació de Vixnu o Xiva com deïtats supremes.
En força textos recents hindús no s'exclou un efecte indirecte sobre el concepte de la trinitat del Budisme (Mahayana), amb la seva doctrina dels tres cossos de Buda (trikayya). En el text hindú "Maitri Upanishad", Brama, Rudra (Xiva) i Vixnu són els tres "representants" de Brahman - el principi absolut de totes les coses. Els tres déus representan la versió femenina, masculina i ambigua de Brahman, en forma de foc, el vent i el sol, que mostren l'Absolut.
A la filosofia vèdica, el nucli del modern hinduisme, Brama o la Primera Ànima es descriu com Sat (existència), Chit (consciència) i Ananda (felicitat absoluta). Al Svetasvatara Upanisad, la Primera Ànima (Brama) és concebuda com una tríada (Trinitat). Apareix esmentat al setè mantra quan es diu Tasmin trayam supratistha (al Suprem Brama hi ha la Tríada). Segons la interpretació de Swami Tyagisananda, "l'expressió (tríada) significa el món de la multiplicitat, que es concep com a diferents sèries de tres com el temps, l'espai i la causalitat; la vigília, somni i la són, etc. El món de la multiplicitat es pot dir que existeix en Brahman així com a la realitat, tal com els teistes tenen, o per mitjà de superposicions com prefereixen els Advaitians".
El període purànic (del 300 al 1200) va veure el sorgiment de la religió post-vèdica i l'evolució del que el reputat historiador indi Ramesh Chandra Majumdar ha anomenat l'hinduisme sintètic. Aquest període no és homogeni i inclou el bramanisme ortodox en forma de restes d'antigues tradicions vèdiques juntament amb diferents sectes religioses, en particular, el xivaisme, el vixnuisme i el xactisme que eren dins dels cercles de l'ortodòxia però i tot i així van formar entitats diferents. Una de les característiques importants d'aquest període és l'esperit d'harmonia entre les formes ortodoxes i sectàries. En relació amb aquest esperit de reconciliació, Majumdar diu el següent:

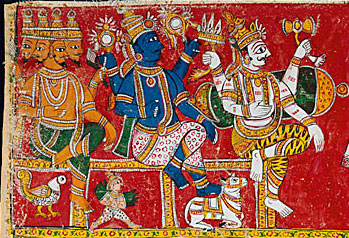
Xiva, Vixnu, i Brama (des de la dreta). De la Història de les Sagues Markandeya i Bhavana, 1850-1900

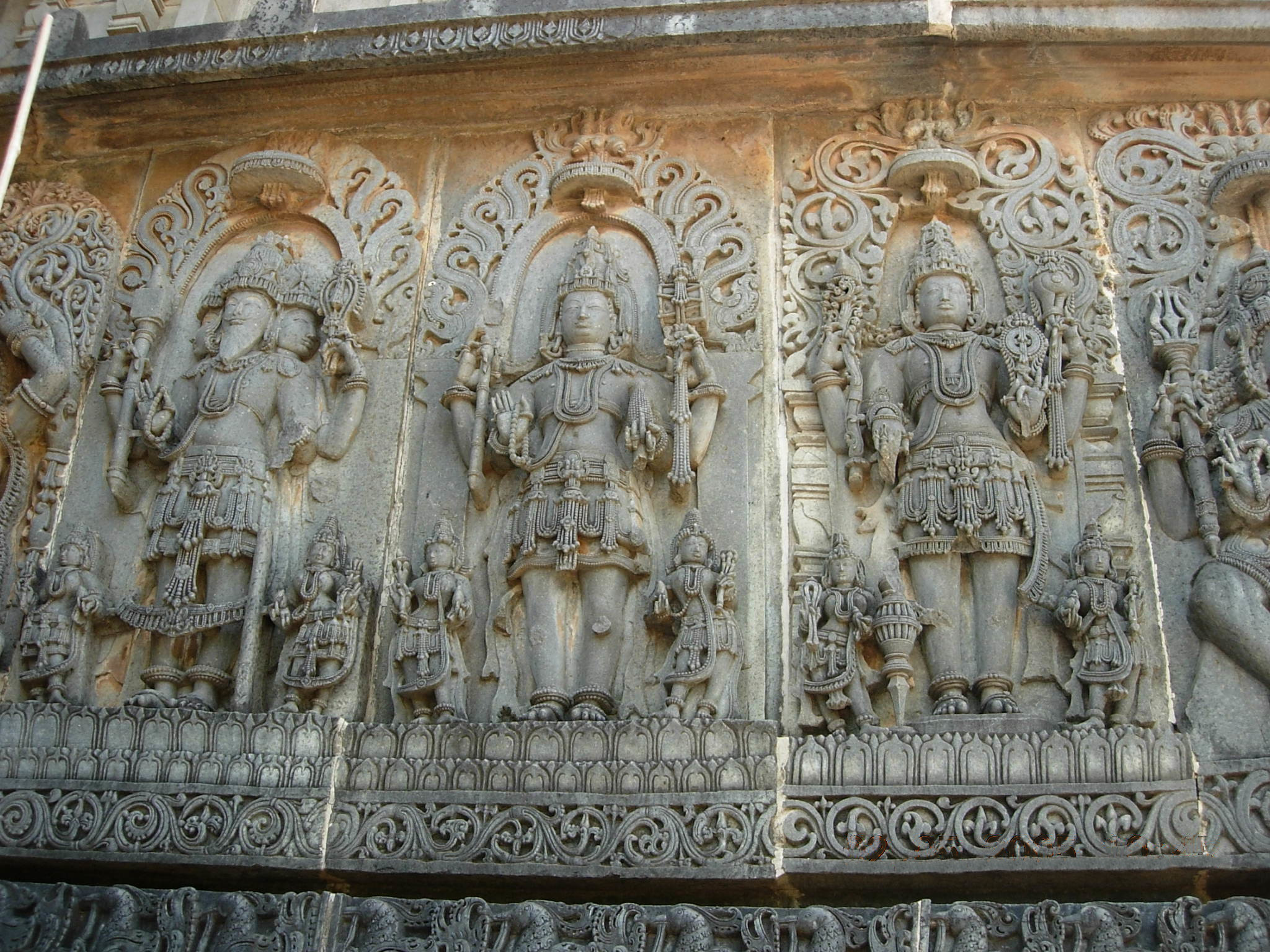
La Trinitat Hindú - Brama, Xiva, Vixnu. Temple Hoysaleswara

Maurice Winternitz assenyala que a la literatura índia hi ha molt pocs llocs on la Trimurti sigui esmentada. La identificació de Vixnu, Xiva i Brama com un sol ésser és fortament emfatitzada al Kurma Purana, on Braman és adorat com Trimurti (1.6), s'inculca la unitat dels tres déus (1.9), i a l'1.26 es relaciona el mateix tema.

## Paral·lelisme amb altres religions
L'historiador anglès Arthur Llewellyn Basham explica els antecedents de la Trimurti de la següent manera, tot tenint en compte l'interès occidental sobre la idea de la trinitat:
El trimurti hindú té paral·lelismes en altres religions, com el budisme, la trinitat és anomenada Triratna representat per Buda, Dharma i Sangha. En la teologia cristiana, la Santíssima Trinitat és la suma del Pare, Fill i l'Esperit Sant. Els antics egipcis de les primeres dinasties concebien la seva trinitat amb el Déu-Sol, la Mare-Terra i un conjunt que conformava el Fill format pel Sol sobre la Terra.

## Visions dins de l'hinduisme

### Sauram
La secta Saura que adora Surya com a persona suprema de la Divinitat i saguna brahman no accepten la Trimurti, ja que creuen que Surya és Déu. Les formes anteriors de la Trimurti de vegades inclouen Surya en el lloc de Brama, o com una quarta per sobre de la Trimurti, dels quals els altres tres són manifestacions; Surya és Braman al matí, a la tarda Vixnu i Xiva a la nit. Surya també va ser membre de l'original Trimurti vèdica, que va incloure Agni i Vayu. Alguns Saures adoren a Vishnu o Shiva com a manifestacions de Surya, altres adoren la Trimurti com una manifestació de Surya, i altres exclusivament adoren Surya.

### Vixnuisme

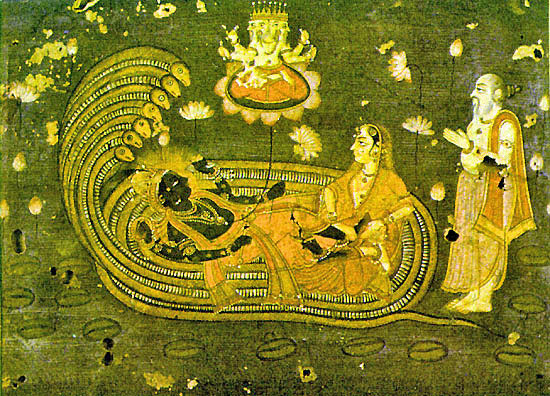
Vixnu amb Lakxmi, en el qual la serp Ananta Xexa, com Brama, sorgeix d'un lotus que surt del melic de Vishnu.

Generalment, el vixnuisme no accepta el concepte de la Trimurti. Per exemple, l'escola Dvaita considera que Vixnu és el déu suprem, amb Xiva subordinat a ell, i interpreta els Puranes d'una manera diferent. Per exemple, Vijayindra Tirtha, un erudit Dvaita, interpreta el Purana 18 d'una altra manera. Interpreta que el Puranes Vainsva són sattva (purs) i les Puranes Saiva com a tamas (foscos) i que només els Puranes sattva tenen autoritat.
A. C. Bhaktivedanta Swami Prabhupada, un destacat estudiós de la Gaudiya, també distingeix entre Vixnu i Xiva, i afirma:"De la mateixa manera, mitjançant l'expansió de si mateix com a Senyor Shiva, el Senyor Suprem s'activa quan hi ha una necessitat d'aniquilar l'univers. El Senyor Shiva, en associació amb maia, té moltes formes, que en general estan numerades en onze. El Senyor Shiva no és un dels jiva; que és, més o menys, Krixna. El mateix amb l'exemple de llet i iogurt. Sovint s'administra en aquest sentit, el iogurt és una preparació de llet, però el iogurt no es pot utilitzar com la llet. De la mateixa manera, el Senyor Xiva és una expansió de Krixna, però no pot actuar com Krixna. La diferència essencial és que el Senyor Xiva té una connexió amb la naturalesa material, però Vixnu o Krixna no tenen res a veure amb la naturalesa material. "
A diferència de la majoria de les altres escoles Vixnuistes com les de Ramanuja, Madhva i Chaitanya, Swaminarayan, guru de les sectes Hindu Swaminarayan (incloent BAPS), no veu diferencia entre Vixnu i Xiva, Swaminarayan difereix notablement de la pràctica totalitat de les escoles Vixnuistes al sostenir que Vixnu i Xiva són diferents aspectes d'un mateix Déu.

### Xivaisme

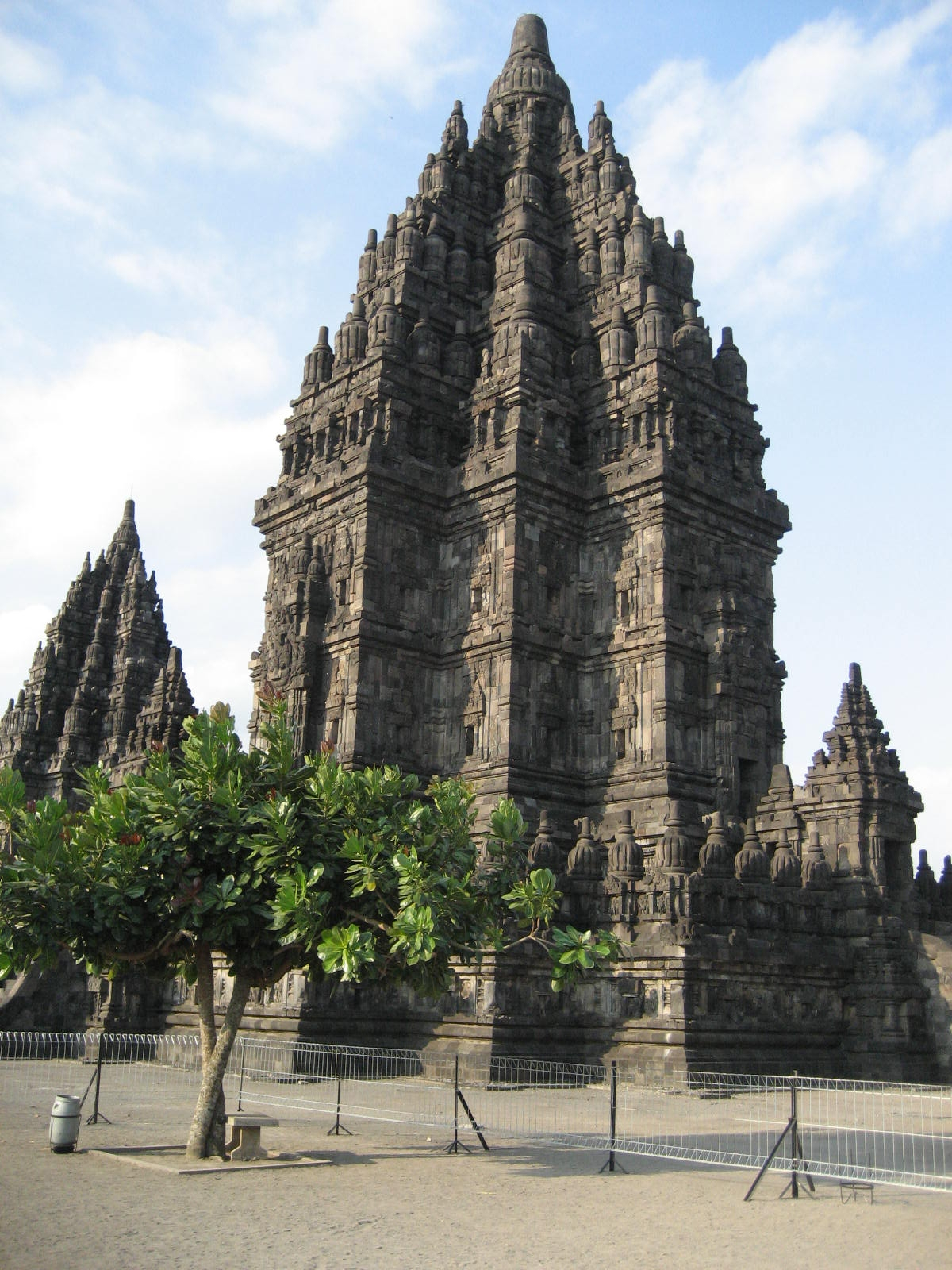
Temple de Xiva, el santuari principal del segle novè Prambanan, dedicat a la Trimurti, declarat Patrimoni Mundial de la UNESCO i el major temple hindú a Indonèsia.

El xivaisme sosté que, d'acord amb la doctrina tradicional continguda als Agames, el Senyor Xiva porta a terme cinc accions: la creació, la conservació, la dissolució, la gràcia oculta, i la gràcia de revelar. Cadascuna d'aquestes accions es correspon a un nom i una forma de Xiva. Respectivament, les tres primeres accions són associades a Xiva com a Sadyojáta (similar a Brama), Vamadeva (similar a Vixnu), Agora (similar a Rudra). De manera que Brama, Vixnu i Rudra no són deïtats diferents de Xiva, sinó que en realitat són formes de Xiva. Com Brama-Sadyojáta, Xiva crea; com Vixnu- Vamadeva, Xiva conserva; com Rudra-Agora, Xiva dissol. Per als Xivaistes, Xiva és Déu i realitza totes les accions, de les quals la destrucció només n'és una. Per tant, la Trimurti és una forma de Xiva en si mateixa.

### Smarta
La smarta és una denominació de l'hinduisme que posa èmfasi en un grup de cinc deïtats en lloc d'una sola deïtat. El "culte de les cinc formes", pañcāyatana Puja. Sistema que va ser popularitzat pel filòsof del segle ix Adi Xankara entre els bramans ortodoxos de la tradició smarta. Invoca les cinc deïtats Ganeixa, Vixnu, Xiva, Devi i Surya. Després va afegir Kumara a aquests cinc, fent sis en total. Aquest sistema reformat va ser promogut per Śaṅkārācarya. principalment per unir les principals deïtats de les sis sectes principals en una situació d'igualtat. La filosofia monista predicada per Śaṅkārācarya va fer possible triar un d'ells com a principal deïtat preferida i, al mateix temps adoren les altres quatre deïtats com les diferents formes de la mateixa que tot ho impregna, Braman.